# Дербишир-Дейлс
Дербишир-Дейлс (англ. Derbyshire Dales) — неметрополитенский район (англ. non-metropolitan district) в церемониальном графстве Дербишир в Англии. Административный центр — город Матлок.

## География
Район расположен в западной части графства Дербишир, граничит на западе с графством Стаффордшир, на севере — с графством Саут-Йоркшир. На его территории находится значительная часть национального парка Пик-Дистрикт.

## Состав
В состав района входят 5 городов:
- Ашбурн
- Бейкуэлл
- Дарли Дейл
- Матлок
- Уирксворт

и более 100 общин (англ. civil parish).